# Moskovski večeri
Moskovski večeri, v dobesednem prevodu Podmoskovski večeri (rusko: Подмосковные вечера, latinizirano: Podmoskovnye večera, izgovorjava [pədmɐˈskovnɨje vʲɪtɕɪˈra]) velja za eno najbolj priljubljenih rusko-sovjetskih pesmi. Izvajali so jo številni znani popularni in akademski pevci, zbori in orkestri v Sovjetski zvezi in tujini.
Zaradi značilno rusko zveneče melodije se pesem pogosto obravnava kot tradicionalna ljudska pesem, vendar je bila posneta leta 1956 za dokumentarni film o Spartakijadi narodov ZSSR s pevcem Vladimirjem Trošinom. Singel je izšel leta 1956 pri državni založbi Melodija 27620 in s številnimi radijskimi predvajanji postal močno razširjen. Avgusta 1957 je zmagal na tekmovanju za pesem na Svetovnem festivalu v Moskvi. Prvi akordi melodije so postali znak za premor Radia Majak, glavne radijske postaje ZSSR, ustanovljene leta 1964, in so se predvajali na vsake pol ure.
Leta 1955 je moskovski Studio dokumentarnega filma začel montirati film z naslovom V dneh spartakijade, v katerega so se odločili vključiti lirično pesem. Naročilo za glasbo je bilo dano skladatelju Vasiliju Solovjov-Sedoju in pesniku Mihailu Matusovskemu. Pesem se je sprva imenovala Leningrajski večeri (rusko: Ленинградские вечера, latinizirano: Leningradskije večera). Po besedah skladatelja je naročilo prejel med bivanjem na dači v Komarovu (v bližini Sankt Peterburga, tedaj Leningrada). Melodija naj bi nastala na podlagi zapiska, napisanega dve leti poprej, ki naj ga bi navdihnili »tih poletni leningrajski večer, mir ter bližina ljubljene osebe«. Na tej podlagi je Matusovski zarisal besedilo. Po zamisli avtorjev filma naj bi se pesem igrala na ozadju podob Moskovske oblasti (Podmoskovja), kjer so se športniki pripravljali na dogodek. Avtor besedila je temu ustrezno spremenil dogajališče, nekoliko je bila spremenjena tudi melodija.
Ko so iskali pevca za pesem, so izvedbo najprej ponudili takrat najbolj priljubljenemu pevcu Marku Bernesu, vendar mu melodija in besedilo nista bila všeč. Našli so drugega pevca, vendar avtorjem ni bil všeč njegov nastop. Na koncu je pesem v filmu izvedel igralec Vladimir Trošin, ki je Solovjovu-Sedomu ponudil svojo interpretacijo.

## Besedilo
| Ruščina | Transkripcija | Dobesedni prevod |
| --- | --- | --- |
| Не слышны в саду даже шорохи Всё здесь замерло до утра Если б знали вы, как мне дороги Подмосковные вечера. Речка движется и не движется Вся из лунного серебра Песня слышится и не слышится В эти тихие вечера. Что ж ты, милая, смотришь искоса, Низко голову наклоня? Трудно высказать и не высказать Всё, что на сердце у меня. А рассвет уже всё заметнее Так, пожалуйста, будь добра Не забудь и ты эти летние Подмосковные вечера. | Ne slišni v sadu daže šorohi Vsjo zdes' zamerlo do utra Esli b znali vi, kak mne dorogi Podmoskovnie večera. Rečka dvižetsja i ne dvižetsja Vsja iz lunnogo serebra Pesnja slišitsja i ne slišitsja V eti tihie večera. Čto ž ti, milaja, smotriš iskosa, Nizko golovu naklonja? Trudno viskazat i ne viskazat Vsjo, čto na serdce u menja. A rassvet uže vsjo zametnee Tak, požalujsta, bud dobra Ne zabud i ti eti letnie Podmoskovnye večera. | Na vrtu ni slišati niti šumenja vse tu je zastalo do jutra. Če bi vedeli, kako dragi so mi podmoskovski večeri. Rečica se premika in se ne premika vsa v mesečini. Pesem se sliši in se ne sliši v teh tihih večerih. Čemu pa ti, mila, gledaš postrani s sklonjeno glavo? Težko je izreči in ne izreči kar je v mojem srcu. In zora se bliža vse bolj opazno zato, prosim, bodi dobra. Ne pozabi teh poletnih podmoskovkih večerov. |